# 紀元前201年
紀元前201年（きげんぜん201ねん）は、ローマ暦の年である。ローマ建国紀元553年、グナエウス・コルネリウス・レントゥルスとプブリウス・アエリウス・パエトゥスの年。

## 他の紀年法
- 干支 : 庚子
- 日本
  - 皇紀460年
  - 孝元天皇14年
- 中国 : 前漢 - 高祖6年
- 朝鮮 :
- ベトナム :
- 仏滅紀元 : 344年
- ユダヤ暦 :

## できごと

### 中国
- 韓王信が匈奴に投降

### 共和政ローマ
- スキピオ・アフリカヌスがハンニバル、カルタゴ、シュファクスに対する勝利を祝って凱旋式を挙行した[2]（第二次ポエニ戦争終結）。
- ペルガモンのアッタロス1世とロドス島の使者がやってきて、ピリッポス5世の侵攻を訴えた[2]。
- 護民官マニウス・アキリウス・グラブリオとクィントゥス・ミヌキウス・テルムスによって、カルタゴとの和平がプレプス民会で決議された（Lex Acilia Minucia de pace cum Carthaginensibus facienda et de exercitu ex Africa deportando、結ばれるべきカルタゴとの和平とアフリカから撤退されるべき兵に関するアキリウス・ミヌキウス法）[3]。
- プラエトル・ウルバヌス（首都法務官）によって、スキピオ・アフリカヌスの下で戦った退役兵に土地を分配する十人委員会が選出された[4]。